# Omanimerelina
Omanimerelina là một chi ốc biển nhỏ, là động vật thân mềm chân bụng sống ở biển trong họ Rissoidae.

## Các loài
Các loài trong chi Omanimerelina gồm có:
- Omanimerelina eloiseae Moolenbeek & Bosch, 2007[2]